# Sminthurinus conchyliatus
Sminthurinus conchyliatus är en urinsektsart som beskrevs av Jerry Allen Snider 1978. Sminthurinus conchyliatus ingår i släktet Sminthurinus och familjen Katiannidae. Inga underarter finns listade i Catalogue of Life.